# Krisztina Egyed
Krisztina Egyed (ur. 26 sierpnia 1976 w Budapeszcie) – węgierska łyżwiarka szybka.
Jej matka, Edit Mató, również była łyżwiarką (startowała w konkurencji par tanecznych). Z zawodu inżynier przemysłowy i marketingowiec. Sport zaczęła trenować w 1982 roku.
Czterokrotnie startowała na igrzyskach olimpijskich: w 1992, 1994, 1998 i 2002, na dwóch ostatnich pełniąc funkcję chorążego reprezentacji Węgier. W 2003 roku zajęła 11. miejsce na mistrzostwach Europy w wieloboju, na których uzyskała trzeci czas na dystansie 500 m. Wielokrotnie startowała w mistrzostwach świata i mistrzostwach Europy w wieloboju, jednak ani razu nie znalazła się w pierwszej dziesiątce końcowej klasyfikacji.
Mistrzyni Węgier w wieloboju z lat 1991–2004 i wicemistrzyni z 1990 oraz mistrzyni kraju w sprincie z lat 1991–1995, 1997–2001 i 2003–2004. Reprezentowała klub Rozmaring SE, a jej trenerami byli András Görgényi, a później György Ivánkai. W kwietniu 2004 roku zakończyła karierę. Wielokrotnie ustanawiała rekordy Węgier na poszczególnych dystansach, w wieloboju oraz wieloboju sprinterskim. Szesnastokrotnie była uznawana za najlepszą węgierską łyżwiarkę szybką roku, po raz ostatni w 2004.
Po zakończeniu kariery została sędzią łyżwiarstwa szybkiego.